# Acaena saccaticupula
Acaena saccaticupula är en rosväxtart som beskrevs av Friedrich August Georg Bitter. Acaena saccaticupula ingår i släktet taggpimpineller, och familjen rosväxter. Utöver nominatformen finns också underarten A. s. nana.